# Bezirk Weiz
Der Bezirk Weiz ist ein politischer Bezirk des Landes Steiermark mit einer Fläche von 1.097,94 km² und gliedert sich in 31 Gemeinden.
Er grenzt an folgende Nachbarbezirke:
- im Süden an den Bezirk Südoststeiermark
- im Westen an den Bezirk Graz-Umgebung
- im Norden an den Bezirk Bruck-Mürzzuschlag
- im Nordosten an den Bezirk Neunkirchen (Niederösterreich)
- im Osten an den Bezirk Hartberg-Fürstenfeld

## Geschichte
Mit Gesetz vom 19. Mai 1868 und Wirkung vom 31. August 1868 wird die BH Weiz, welche die vormaligen Bezirksämter Birkfeld, Gleisdorf und Weiz umfasst, errichtet. Mit 1. Juli 1875 schieden die Gemeinden Ratten, Rettenegg und St. Kathrein am Hauenstein aus dem Bezirk Hartberg aus und wurden dem Bezirk Weiz zugeordnet. Am 1. Jänner 1912 scheidet die Gemeinde St. Radegund aus dem Bezirk Weiz aus und wird dem Bezirk Graz Umgebung zugeordnet.
Nach dem Zweiten Weltkrieg im Jahre 1948 und 1949 wurden die Gemeinden Eggersdorf und Höf dem Bezirk Graz Umgebung zugewiesen. Ebenso wurden im selben Zeitraum die als „Inneres Kaltenegg“ und „Feistritzwald“ bezeichneten Rieden der Katastralgemeinde Kaltenegg (Gemeinde St. Jakob im Walde, Bez. Hartberg) der Gemeinde Rettenegg zugewiesen. Am 1. April 1952 wurden die Gemeinden Affenberg und Präbach dem Bezirk Graz-Umgebung zugewiesen.
Am 1. Jänner 1969 schied die Gemeinde Ottendorf aus dem Bezirk Weiz aus und wurde dem Bezirk Fürstenfeld zugewiesen. Sieben Jahre später, am 1. Jänner 1976 wurde die Gemeinde Reith bei Hartmannsdorf (Bez. Feldbach) dem Bezirk Weiz (Gemeinde Markt Hartmannsdorf) angegliedert. Ebenso gab es im Zeitraum von 1957 bis 1983 vier Grenzänderungen mit den Nachbarbezirken:
- 1957 zwischen den Gemeinden Neudorf bei Passail und Windhof (Bez. Graz-Umgebung),
- 1973 zwischen den Gemeinden Sinabelkirchen und Nestelbach im Ilztal (Bez. Fürstenfeld),
- 1978 zwischen den Gemeinden Ratten und St. Jakob im Walde und
- 1983 zwischen der Gemeinde Gersdorf an der Feistritz und den Gemeinden Blaindorf (Bez. Hartberg) und Großsteinbach (Bez. Fürstenfeld).[1]

Bis 2014 umfasste der Bezirk Weiz in 54 Gemeinden, darunter zwei Städte und acht Marktgemeinden. Im Rahmen der Gemeindestrukturreform 2014/15 wurde die Zahl der Gemeinden ab 2015 auf 31 verringert. Dabei sind durch Gemeindezusammenlegungen über Bezirksgrenzen die Gemeindegebiete von Tyrnau und Tulwitz aus dem Bezirk Graz-Umgebung in den Bezirk Weiz umgegliedert worden. Die Grenzen der Bezirke wurden geändert, sodass die neuen Gemeinden vollständig in einem Bezirk liegen.

### Bezirkshauptleute seit 1945
- Max Becher, Oberst a. D., 1945–1946
- Ferdinand Polzer, 1946–1948
- Josef Tieber, 1948–1955
- Ladislaus Bauer, 1956–1963
- Cyrill Ludvik, 1963–1969
- Adolf Pritzer, 1970–1973
- Karl Schindelka, 1974–1990
- Alfred Heuberger, 1991–2002
- Rüdiger Taus, 2002–2022[1]
- Heinz Schwarzbeck, seit 2023[3]

## Angehörige Gemeinden

Seit Jänner 2015 umfasst der Bezirk 31 Gemeinden, darunter die zwei Stadtgemeinden Weiz und Gleisdorf und acht Marktgemeinden.

### Liste der Gemeinden im Bezirk Weiz
Die Einwohnerzahlen der Tabelle stammen vom 1. Jänner 2024,
Regionen sind Kleinregionen der Steiermark
| Gemeinde                    | Lage | Ew     | km²   | Ew / km² | Gerichtsbezirk        | Region                                               | Typ             | Foto | Metadaten         |
| --------------------------- | ---- | ------ | ----- | -------- | --------------------- | ---------------------------------------------------- | --------------- | ---- | ----------------- |
| Albersdorf-Prebuch          |      | 2.268  | 14,16 | 160      | Weiz                  | 069 Gleisdorf aufgelöst 28. November 2020            | Gemeinde        | ja   | Gem.Kennz.: 61701 |
| Anger                       |      | 3.988  | 53,84 | 74       | Weiz                  | 059 Anger (Anger–Puch)                               | Markt- gemeinde | ja   | Gem.Kennz.: 61756 |
| Birkfeld                    |      | 4.975  | 89,67 | 55       | Weiz                  | 033 Birkfeld                                         | Markt- gemeinde | ja   | Gem.Kennz.: 61757 |
| Fischbach                   |      | 1.501  | 61,70 | 24       | Weiz                  | 025 Fischbacher Alpen                                | Gemeinde        | ja   | Gem.Kennz.: 61708 |
| Fladnitz an der Teichalm    |      | 1.797  | 66,37 | 27       | Weiz                  | 020 Naturpark Almenland aufgelöst 21. September 2019 | Gemeinde        | ja   | Gem.Kennz.: 61758 |
| Floing                      |      | 1.213  | 13,29 | 91       | Weiz                  | 059 Anger (Anger–Puch)                               | Gemeinde        | ja   | Gem.Kennz.: 61710 |
| Gasen                       |      | 854    | 33,95 | 25       | Weiz                  | 020 Naturpark Almenland aufgelöst 21. September 2019 | Gemeinde        | ja   | Gem.Kennz.: 61711 |
| Gersdorf an der Feistritz   |      | 1.755  | 30,04 | 58       | Weiz                  | 065 Kulmland (Kulmland-Region)                       | Gemeinde        | ja   | Gem.Kennz.: 61759 |
| Gleisdorf                   |      | 11.525 | 38,80 | 297      | Weiz                  | 069 Gleisdorf aufgelöst 28. November 2020            | Stadt- gemeinde | ja   | Gem.Kennz.: 61760 |
| Gutenberg (Gemeinde)        |      | 1.654  | 22,92 | 72       | Weiz                  | 109 Weiz aufgelöst 24. Dezember 2016                 | Gemeinde        | ja   | Gem.Kennz.: 61761 |
| Hofstätten an der Raab      |      | 2.379  | 15,23 | 156      | Weiz                  | 069 Gleisdorf aufgelöst 28. November 2020            | Gemeinde        | ja   | Gem.Kennz.: 61719 |
| Ilztal                      |      | 2.199  | 22,46 | 98       | Weiz                  | 065 Kulmland (Kulmland-Region)                       | Gemeinde        | ja   | Gem.Kennz.: 61762 |
| Ludersdorf-Wilfersdorf      |      | 2.555  | 12,81 | 199      | Weiz                  | 069 Gleisdorf aufgelöst 28. November 2020            | Gemeinde        | ja   | Gem.Kennz.: 61727 |
| Markt Hartmannsdorf         |      | 2.996  | 29,29 | 102      | Weiz                  | 036 Riegersburg aufgelöst 27. März 2020              | Markt- gemeinde | ja   | Gem.Kennz.: 61716 |
| Miesenbach bei Birkfeld     |      | 662    | 14,62 | 45       | Weiz                  | 033 Birkfeld                                         | Gemeinde        | ja   | Gem.Kennz.: 61728 |
| Mitterdorf an der Raab      |      | 2.137  | 21,01 | 102      | Weiz                  | 109 Weiz aufgelöst 24. Dezember 2016                 | Gemeinde        | ja   | Gem.Kennz.: 61729 |
| Mortantsch                  |      | 2.273  | 17,55 | 130      | Weiz                  | 109 Weiz aufgelöst 24. Dezember 2016                 | Gemeinde        | ja   | Gem.Kennz.: 61730 |
| Naas                        |      | 1.334  | 20,84 | 64       | Weiz                  | 109 Weiz aufgelöst 24. Dezember 2016                 | Gemeinde        | ja   | Gem.Kennz.: 61731 |
| Passail                     |      | 4.379  | 73,59 | 60       | Weiz                  | 020 Naturpark Almenland aufgelöst 21. September 2019 | Markt- gemeinde | ja   | Gem.Kennz.: 61763 |
| Pischelsdorf am Kulm        |      | 3.862  | 28,15 | 137      | Weiz                  | 065 Kulmland (Kulmland-Region)                       | Markt- gemeinde | ja   | Gem.Kennz.: 61764 |
| Puch bei Weiz               |      | 2.035  | 24,84 | 82       | Weiz                  | 059 Anger (Anger–Puch)                               | Gemeinde        | ja   | Gem.Kennz.: 61740 |
| Ratten                      |      | 1.095  | 28,71 | 38       | Weiz                  | 025 Fischbacher Alpen                                | Gemeinde        | ja   | Gem.Kennz.: 61741 |
| Rettenegg                   |      | 701    | 78,87 | 8,9      | Weiz                  | 025 Fischbacher Alpen                                | Gemeinde        | ja   | Gem.Kennz.: 61743 |
| St. Kathrein am Hauenstein  |      | 606    | 19,25 | 31       | 025 Fischbacher Alpen | –                                                    | Gemeinde        | ja   | Gem.Kennz.: 61744 |
| Sankt Kathrein am Offenegg  |      | 1.063  | 40,35 | 26       | Weiz                  | 020 Naturpark Almenland aufgelöst 21. September 2019 | Gemeinde        | ja   | Gem.Kennz.: 61745 |
| St. Margarethen an der Raab |      | 4.209  | 43,10 | 98       | Weiz                  | –                                                    | Markt- gemeinde | ja   | Gem.Kennz.: 61746 |
| Sankt Ruprecht an der Raab  |      | 5.668  | 41,11 | 138      | Weiz                  | 109 Weiz aufgelöst 24. Dezember 2016                 | Markt- gemeinde | ja   | Gem.Kennz.: 61765 |
| Sinabelkirchen              |      | 4.485  | 37,09 | 121      | Weiz                  | –                                                    | Markt- gemeinde | ja   | Gem.Kennz.: 61748 |
| Strallegg                   |      | 1.903  | 41,99 | 45       | Weiz                  | 033 Birkfeld                                         | Gemeinde        | ja   | Gem.Kennz.: 61750 |
| Thannhausen                 |      | 2.467  | 33,51 | 74       | Weiz                  | 109 Weiz aufgelöst 24. Dezember 2016                 | Gemeinde        | ja   | Gem.Kennz.: 61751 |
| Weiz                        |      | 11.993 | 17,50 | 685      | Weiz                  | 109 Weiz aufgelöst 24. Dezember 2016                 | Stadt- gemeinde | ja   | Gem.Kennz.: 61766 |

## Politik
Nach der Gemeinderatswahl 2020 stellt die ÖVP im Bezirk Weiz 27 Bürgermeister, die SPÖ 4 Bürgermeister.
| Partei          | 31 Gemeinden | 31 Gemeinden | 31 Gemeinden | 31 Gemeinden | 31 Gemeinden | 31 Gemeinden | 54 Gemeinden | 54 Gemeinden | 54 Gemeinden | 54 Gemeinden | 54 Gemeinden | 54 Gemeinden | 54 Gemeinden | 54 Gemeinden | 54 Gemeinden | 54 Gemeinden | 54 Gemeinden | 54 Gemeinden | 54 Gemeinden | 54 Gemeinden | 54 Gemeinden |
| Partei          | 2020         | 2020         | 2020         | 2015         | 2015         | 2015         | 2010         | 2010         | 2010         | 2005         | 2005         | 2005         | 2000         | 2000         | 2000         | 1995         | 1995         | 1995         | 1990         | 1990         | 1990         |
| Partei          | St.          | %            | M.           | St.          | %            | M.           | St.          | %            | M.           | St.          | %            | M.           | St.          | %            | M.           | St.          | %            | M.           | St.          | %            | M.           |
| --------------- | ------------ | ------------ | ------------ | ------------ | ------------ | ------------ | ------------ | ------------ | ------------ | ------------ | ------------ | ------------ | ------------ | ------------ | ------------ | ------------ | ------------ | ------------ | ------------ | ------------ | ------------ |
| ÖVP             | 26.749       | 55,03        | 314          | 27.812       | 50,44        | 292          | 32.306       | 57,63        | 468          | 29.022       | 52,64        | 425          | 27.488       | 52,60        | 437          | 27.604       | 51,68        | 436          | 29.971       | 54,71        | 443          |
| SPÖ             | 13.482       | 27,74        | 132          | 14.580       | 26,44        | 132          | 17.718       | 31,61        | 213          | 20.251       | 36,73        | 257          | 16.362       | 31,31        | 203          | 16.160       | 30,26        | 195          | 17.334       | 31,64        | 210          |
| FPÖ             | 4.426        | 9,11         | 38           | 7.613        | 13,81        | 63           | 3.200        | 5,71         | 38           | 3.543        | 6,43         | 40           | 6.053        | 11,58        | 81           | 6.456        | 12,09        | 77           | 4.728        | 8,63         | 46           |
| Die Grünen      | 3.332        | 6,86         | 31           | 2.883        | 5,23         | 21           | 2.117        | 3,78         | 16           | 1.902        | 3,45         | 15           | 1.824        | 3,49         | 13           | 1.480        | 2,77         | 12           | 1.015        | 1,85         | 6            |
| Sonstige Listen | 617          | 1,27         | 4            | 2.248        | 4,08         | 11           | 716          | 1,28         | 5            | 414          | 0,75         | 3            | 529          | 1,01         | 6            | 1.711        | 3,20         | 20           | 1.738        | 3,17         | 17           |
| Gültige Stimmen | 48.606       | 48.606       | 48.606       | 55.136       | 55.136       | 55.136       | 56.976       | 56.976       | 56.976       | 55.132       | 55.132       | 55.132       | 52.256       | 52.256       | 52.256       | 53.411       | 53.411       | 53.411       | 54.768       | 54.768       | 54.768       |
| Wahlbeteiligung | 65,12 %      | 65,12 %      | 65,12 %      | 75,22 %      | 75,22 %      | 75,22 %      | 78,42 %      | 78,42 %      | 78,42 %      | 79,73 %      | 79,73 %      | 79,73 %      | 81,30 %      | 81,30 %      | 81,30 %      | 85,90 %      | 85,90 %      | 85,90 %      | 93,15 %      | 93,15 %      | 93,15 %      |

## Belege
1. 1 2 3 4  BH Weiz-Land Steiermark, Alexandra Heider: Historisches: 150 Jahre BH Weiz. Abgerufen am 5. November 2021.
2. ↑  Verordnung der Steiermärkischen Landesregierung vom 10. Juli 2014, mit der die Steiermärkische Bezirkshauptmannschaftenverordnung geändert wird. Landesgesetzblatt für die Steiermark vom 10. September 2014, Nr. 99, Jahrgang 2014, ZDB-ID 705127-x.
3. ↑  Überreichung der offiziellen Bestellungsdekrete an die neuen Bezirkshauptleute. In: steiermark.at. 19. Januar 2023, abgerufen am 22. Januar 2023.
4. ↑  Statistik Austria – Bevölkerung zu Jahresbeginn nach administrativen Gebietseinheiten (Bundesländer, NUTS-Regionen, Bezirke, Gemeinden) 2002 bis 2024 (Gebietsstand 1.1.2024) (ODS)
5. ↑  2020 im Bezirk Weiz: Politik: Gemeinderatswahlen mit Hindernissen. 31. Dezember 2020, abgerufen am 2. Juli 2021.
6. ↑  Verwaltung-Land Steiermark, Michaela Leeb: Wahlarchiv - Ergebnisse, Auswertungen, Downloads. Abgerufen am 2. Juli 2021.

Koordinaten: 47° 13′ N, 15° 38′ O